# Kim Hee-sun
Đây là một tên người Triều Tiên, họ là Kim.
Kim Hee Sun hay Kim Hee-Seon, sinh ngày 11 tháng 6 năm 1977 tại Daegu, là một nữ diễn viên người Hàn Quốc. Cô khởi đầu sự nghiệp bằng việc tham dự một khoá đào tạo diễn xuất.
Cô đã tham gia nhiều bộ phim truyền hình, phim điện ảnh và đoạt nhiều giải thưởng nội địa của Hàn Quốc. Cô cũng rất được hâm mộ tại các nước châu Á như Trung Quốc, Việt Nam, Singapore... Ngoài ra, cô còn đóng nhiều phim quảng cáo và tham gia ca hát. Bài hát chính trong bộ phim Thần thoại do cô và Thành Long thể hiện đã được đề cử cho giải nhạc phim hay nhất trong Giải thưởng Điện ảnh của Hồng Kông.

## Danh sách phim

### Điện ảnh
- Thần thoại (2005) vai Công chúa Ngọc Thấu
- Man Who Went to Mars, A (2003)
- Wanee & Junah (2001)
- Bichunmoo (2000)
- Calla (1999)
- Ghost in Love (1999)
- Repechage (1997)

### Truyền hình
- Sunflower (MBC, 1998)
- Forever Yours (MBC, 1998)
- Wedding Dress (KBS, 1997)
- Propose (KBS, 1997)
- Mr.Q (SBS 1998)
- Tình cờ (Tomato)  (SBS 1999) vai Lee Ha Ni
- Tạm biệt tình yêu của tôi (MBC 1999)
- Nàng tiên của tôi (SBS 2003)
- Bản tình ca buồn  (MBC 2005) vai Park Hae In
- Smile Again       (SBS 2006)
- Thần Y.           (SBS 2012) vai Yoo Eun Soo
- Vòng tay gia đình (KBS 2014) vai Cha Hae Won
- Khi mẹ ra tay     (MBC 2015) vai Jo Kang Ja
- Vương Quốc Ảo     (TrungQuốc 2016) vai Liên Cơ
- Quý cô ưu tú      (JTBC 2017) vai Woo Ah Jin
- Bí ẩn căn phòng số 9  (tvN 2018) vai Eunji Hae Ji
- Alice             (SBS 2020) vai Yoon Tae Yi - Park Sun Young
- Tomorrow          (MBC 2022) vai Gu Ryeon
- The Bride of black (netflix 2022) vai Seo Hye Seung

## Giải thưởng
- 2015 Best Excellent Apan Star Award
- 2001 Blue Dragon Film Awards Most Popular Actress
- 2001 Jun. Honorary Ambassador, Community Chest of Korea
- 2000 Dec. Chung Yong Film Awards "Popularity Award"
- 2000 Dec. SBS Drama Awards "Popularity Award"
- 2000 Mar. Baeksang Arts Awards "TV Popularity Award"
- 1999 Mar. Honorary Ambassador of Goodwill to France
- 1998 Dec. SBS Drama Awards "Grand Prize" Receive
- 1998 Dec. MBC Drama Awards "Popularity Award"
- 1997 Dec. KBS Drama Awards "Popularity Award"
- 1996 Mar. Paeksang Arts Awards "New TV Actress Award"
- 1996 Dec. KBS Drama Awards "Top Excellence Award"
- 1995 Dec. Performance Awards "Budding Actress Award"